# Hypoatherina woodwardi
Hypoatherina woodwardi és una espècie de peix pertanyent a la família dels aterínids.

## Descripció
- Pot arribar a fer 10 cm de llargària màxima.
- 5-7 espines i 8-11 radis tous a l'aleta dorsal i 1 espina i 10-12 radis tous a l'anal.
- L'anus és situat entre els extrems de les aletes pèlviques, just per sota de l'origen de l'aleta dorsal.
- Mandíbula inferior molt elevada a la zona posterior.[6][7]

## Alimentació
Menja zooplàncton.

## Hàbitat
És un peix marí, pelàgic-nerític i de clima subtropical.

## Distribució geogràfica
Es troba al Pacífic nord-occidental: les illes Ryukyu i Taiwan.

## Observacions
És inofensiu per als humans i sense sabor com a aliment.